# Apróvad

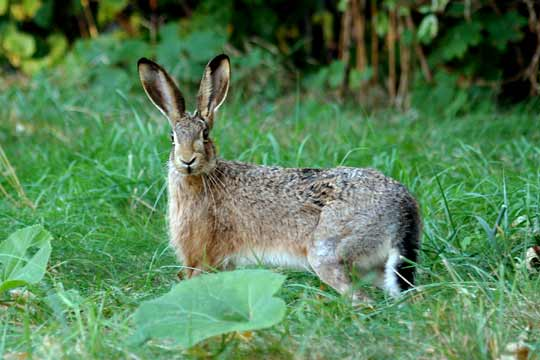
A mezei nyúl egyike a hasznos apróvadaknak

A vadászati törvény értelmében a vad az állam tulajdona (9. §), mely csak a vadászati jog, jogszerű és szakszerű gyakorlása után, az elejtéssel kerül a jogosult tulajdonába. A törvény a vadászható fajokat méretük alapján a "nagyvad" és az "apróvad" meghatározással jelöli. Az apróvadfajokat a vadászati törvény további két csoportra osztja: hasznos apróvadfajokra és egyéb apróvadfajokra:

## Hasznos apróvadfajok
- Mezei nyúl (Lepus europaeus),
- Üregi nyúl (Oryctolagus cuniculus),
- Fácán (Phasianus colchicus),
- Fogoly (Perdix perdix),
- Vetési lúd (Anser fabalis),
- Nagy lilik (Anser albifrons albifrons),
- Tőkés réce (Anas platyrhynchos),
- Böjti réce (Anas querquedula) - a 85/2008. (VII. 5.) FVM rendelet törölte a vadászható fajok közül,
- Csörgő réce (Anas crecca),
- Barátréce (Aythya ferina) - a 85/2008. (VII. 5.) FVM rendelet törölte a vadászható fajok közül,
- Kerceréce (Bucephala clangula),
- Szárcsa (Fulica atra),
- Erdei szalonka (Scolopax rusticola) - a 85/2008. (VII. 5.) FVM rendelet alapján vadászható, de nincs vadászidénye meghatározva,
- Balkáni gerle (Streptopelia decaocto),
- Örvös galamb (Columba palumbus),
- A csörgő réce és a kerceréce védett fajok 50.000 Ft/egyed természetvédelmi értékkel.

## Egyéb apróvadfajok
- Házi görény (Mustela putorius),
- Nyest (Martes foina),
- Borz (Meles meles),
- Róka (Vulpes vulpes),
- Aranysakál (Canis aureus),
- Pézsmapocok (Ondathra zibethicus),
- Nyestkutya (Nyctereutes procyonoides),
- Mosómedve (Procyon lotor),
- Dolmányos varjú (Corvus corone cornix),
- Szarka (Pica pica),
- Szajkó (Garrulus glandarius).